# Rivière Rouge (rivière Mitis)
Pour les articles homonymes, voir Rivière Rouge.
La rivière Rouge coule dans les municipalités de Sainte-Jeanne-d'Arc (canton de Cabot) et La Rédemption (canton d'Awantjish), dans la municipalité régionale de comté (MRC) de La Mitis, dans la région administrative du Bas-Saint-Laurent, au Québec, au Canada.

## Géographie
La rivière Rouge est un affluent de la rive est de la rivière Mitis, laquelle coule vers le nord-ouest jusqu'au littoral sud-est du fleuve Saint-Laurent où elle se déverse à la hauteur de Sainte-Flavie et de Grand-Métis.
La rivière Rouge prend sa source au Petit lac Alfred. À partir de sa source, la rivière Rouge coule sur environ 20 km pour se déverser sur la rive droite de la rivière Mitis en aval du pont du chemin du 8e rang. Cette confluence est située à environ 30 km au sud-est de la rive droite du fleuve Saint-Laurent.

## Toponymie
Le toponyme « rivière Rouge » a été officialisé le 5 décembre 1968 à la Commission de toponymie du Québec.